# 20 grüne Hauptwege
20 grüne Hauptwege sind eine Zusammenstellung von 20 Wanderwegen durch das Berliner Stadtgebiet mit einer Gesamtlänge von rund 575 Kilometern. Ziel ist es, „Wohngebiete mit den vielfältigen Erholungsmöglichkeiten in Parkanlagen und Naherholungsgebieten von Berlin und Brandenburg“ (Senatsverwaltung für Stadtentwicklung und Umwelt) miteinander zu verknüpfen. Der Fußgänger soll dabei die Möglichkeit haben, „die Stadt als eine Verbindung von Kultur, Geschichte und Ökologie intensiv zu erleben“.

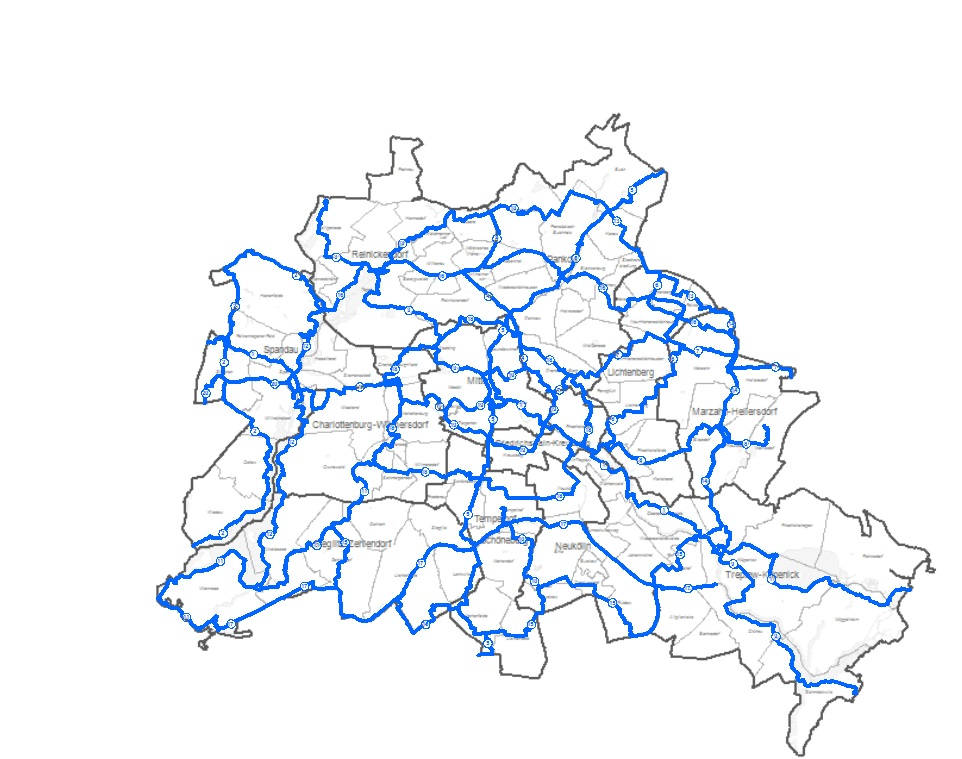
Übersicht der 20 grünen Hauptwege

## Geschichte
Bei der Planung zur Gestaltung von Groß-Berlin wurden von Hermann Jansen 1910 Überlegungen („Jansen-Plan“) vorgelegt, dem „Steinernen Berlin“ das „Grüne Achsenkreuz“ mit einem Inneren und dem geplanten „Äußeren Parkring“ gegenüberzustellen. Es waren sechs Strecken durch die vier Berliner Naherholungsgebiete am Müggelsee, Wannsee, Tegeler See und dem Berliner Barnim geplant. Durch die Ereignisse der Berliner Geschichte (Weltkriege, Inflation, Teilung) wurde eine Realisierung erst nach der deutschen Wiedervereinigung möglich. Das Grüne Achsenkreuz, weitere Grünzüge und die beiden Ringe verbinden die verstreut im Stadtraum liegenden öffentlichen Grünflächen untereinander und mit den Landschaftsräumen in Brandenburg. In Fortführung zum Jansen-Plan wurden mit den „grünen Hauptwegen“ diese radialen und tangentialen Grünzüge zwischen dem historischen Zentrum der Innenstadt, den dicht bebauten ehemaligen Vorstädten und den die Stadtgrenze überschreitenden Landschaftsräumen der Regionalparks, wie des Naturparks Barnim, eingerichtet.

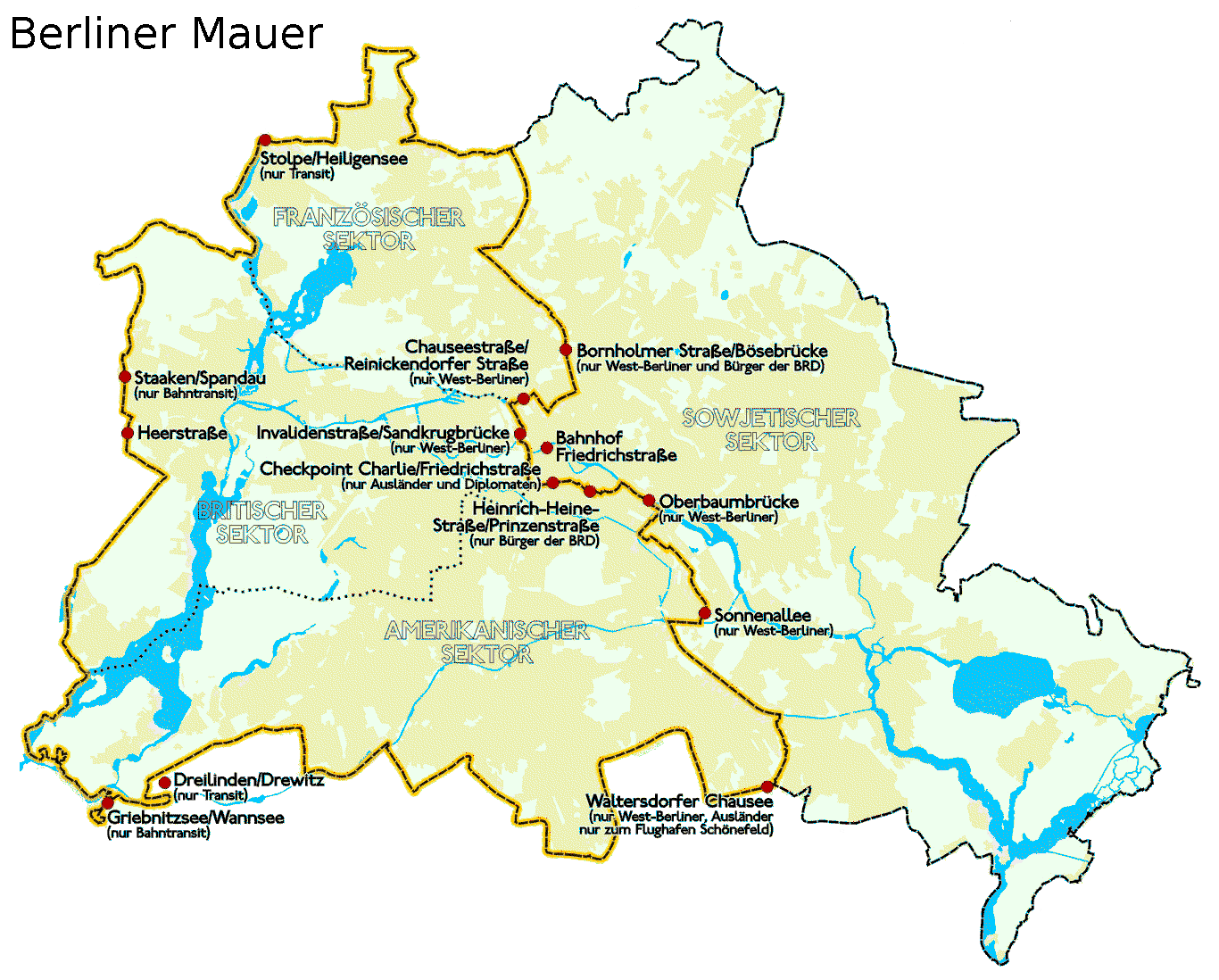
Zwei getrennte Stadtverwaltungen einer städtischen Einheit

Der Berliner Senat entschied 1994, im Zuge einer gesamtstädtischen Landschaftsplanung die Grünflächen und Parks in der Stadt stärker als bislang zu vernetzen. Zehn Jahre später wurde das Projekt Ein Plan für 20 grüne Hauptwege ins Leben gerufen. Mit Hilfe von 100 ehrenamtlich tätigen „Flaneuren“ ermittelte der Senat Lücken im Wegenetz, die von den Projektverantwortlichen mit Hilfe der Flaneure durch „temporäre Umwege“ geschlossen wurden. Im Jahr 2006 waren die Geodaten digitalisiert und lagen als Wanderkarte vor. Am 20. März 2006 unterzeichnete die Senatsverwaltung für Stadtentwicklung eine Kooperationsvereinbarung mit den Berliner Ortsgruppenvereinen von BUND und FUSS mit dem Netz von insgesamt 20 Wegen der Öffentlichkeit die vorhandenen Grün- und Freiräume näherzubringen. Ein Jahr später erschien im Internet ein erster Flyer, der den Spreeweg beschrieb. Die Verbindung führt vom Schloss Charlottenburg im Nordwesten der Stadt über rund 50 Sehenswürdigkeiten zur Rummelsburger Bucht im Südosten. Er wurde mittlerweile zum längsten Weg ausgebaut und führt auf insgesamt 59 Kilometern vom Regionalpark Döberitzer Heide über die Nauener Platte, das Berliner Urstromtal und das Regierungsviertel sowie die historische Mitte Berlins zum Regionalpark Müggel-Spree im Osten. Der kürzeste Hauptweg führt mit sieben Kilometern Länge am Bullengraben entlang durch den Bezirk Spandau.
Im Jahr 2008 bot ein Verlag die erste gedruckte Fassung der Wanderkarten an, und es erfolgte der Schutz der Bezeichnung als Wortmarke. Die Länder Berlin und Brandenburg wollen so sicherstellen, dass „die Inhalte beziehungsweise die Streckenführungen den Zielen des Landes Berlin beziehungsweise des Landes Brandenburg entsprechen.“ Zum 20. Jahrestag des Mauerfalls erschien 2009 eine Informationsschrift Grünes Band Berlin. In den Jahren 2010 bis 2012 entwickelte die Senatsverwaltung das einheitliche Markierungssystem, mit dem die Wege zunehmend vom Berliner Wanderverband gekennzeichnet werden, für das der Berliner Wanderverband e. V die laufende Betreuung übernimmt. Die Lage der Wege kann sich durch das Stadtleben kurzfristig ändern.

## Die Wege

### Generelles
Die Hauptwege werden schrittweise ausgezeichnet und markiert; bevorzugt verlaufen sie auf den Beiwegen an Straßen oder durch Grüngebiete. Allerdings ist es unvermeidlich, getrennte Parks und Grünanlagen auf Stadtstraßen zu verbinden oder Bundesstraßen zu kreuzen. Offensichtlich sind (Stand um 2020) noch nicht alle Wegverläufe oder Brücken angelegt, und teilweise sind Ersatz- und Umgehungsstrecken vorgegeben. Die Idealführung wird mitunter durch Baustrukturen versperrt, deren Durchschreiten nicht gewünscht oder nicht möglich ist, wie Grundstücke mit Wasserzugang, Industrieflächen, Vereins- und Sportflächen auf Privatland. „Wegepaten“ von Berliner Wandervereinen begehen die grünen Hauptwege, und gewonnene Erkenntnisse und Beobachtungen gehen in die Wegaktualisierungen ein. Der jeweils neueste, offiziell abgestimmte Stand wird von der Senatsverwaltung für Stadtentwicklung und Umwelt veröffentlicht.
Der Senat hat im Jahr 2024 neue gut sichtbare Schilder für diese Hauptwege entwickelt und begann im Oktober 2024 mit deren Aufstellung, zunächst entlang des Tiergartenrings auf 23 km Länge. Bis Ende 2024 sollen noch 5 weitere Abschnitte markiert werden. Wo dies möglich ist, werden bereits vorhandenen Pfosten mitbenutzt, jeder erhält jedoch einen QR-Code, mit dessen Hilfe die Nutzer auf die Internetseite zu den Grünen Hauptwegen geleitet werden. Die als Wegepfeil gestalteten Tafeln enthalten den Namen des Weges, die Nummerierung und in einem weißen Kreis einen wandernden Berliner Bären.
Die Namen der Wege orientieren sich einerseits an den Berliner Fließgewässern: Wannseeweg (Nr. 11), Havelseenweg (Nr. 12), Wuhletal-Wanderweg (Nr. 14), Teltowkanalweg (Nr. 17) und insbesondere der Spreeweg (Nr. 1), zudem der Dahmeweg (Nr. 9) aber auch der Heiligenseer Weg (Nr. 3) am Berlin-Spandauer Schifffahrtskanal, der Nord-Süd-Weg (Nr. 5) an der Panke oder die Humboldt-Spur (Nr. 16), die den Nordgraben begleitet. Vom Stadtinneren zur Stadtgrenze liegen die Wege Nr. 4 (Lübarser Weg), Nr. 6 (Lindenberger Korridor), Nr. 7 (Hönower Weg), Nr. 8 (Kaulsdorfer Weg), Nr. 10 (Britz-Buckower Weg), der Geschichtsbetrachtung sind Nr. 13 (Barnimer Dörferweg), Nr. 15 (Teltower Dörferweg) und Nr. 20 (Bullengrabenweg) gewidmet. Hinzu kommen zwei Rundwanderwege Nr. 18 (Innerer Parkring) und Nr. 19 (Tiergartenring), die das Stadtzentrum enger und weiter auf grünen Flächen umrunden. Werden die benannten Abschnitte nach ihrer Größe sortiert, so ist der Spreeweg der längste, der Bullengrabenweg mit 7 Kilometern der kürzeste Weg.
Die im Folgenden verlinkten Einzelartikel zu den Wegen sollen Umgebungs- und Geschichtsinformationen der Wege, von kreuzenden und wegtragenden Straßen und zu Angaben über Brücken in Berlin verknüpfen. Grundlage der Beschreibungen des Verlaufs ist zunehmend die Fassung der FIS-Wanderkarte nach Stand 2014. Deren Darstellungen weisen die aufgenommenen Wege blau und abweichende Idealführungen rot aus. Rote durchgehende Linien stehen für teilweise begehbare, aber nicht durchführende, und rot-unterbrochene Linien für gewünschte, (noch) nicht begehbare Abschnitte.
Der um das ehemalige Stadtgebiet von West-Berlin laufende Berliner Mauerweg ist streckenweise mit grünen Hauptwegen identisch, gehört aber nicht zu den 20 grünen Hauptwegen. Der Mauerweg orientiert sich am Mauerverlauf und liegt auf den Postenwegen auf östlichem Berliner und dem Brandenburger Territorium, und streckenweise werden die Zollwege auf Berliner Stadtgebiet der vormals westlichen (besser inneren) Seite benutzt.

### 1 – Spreeweg/Berliner Urstromtal

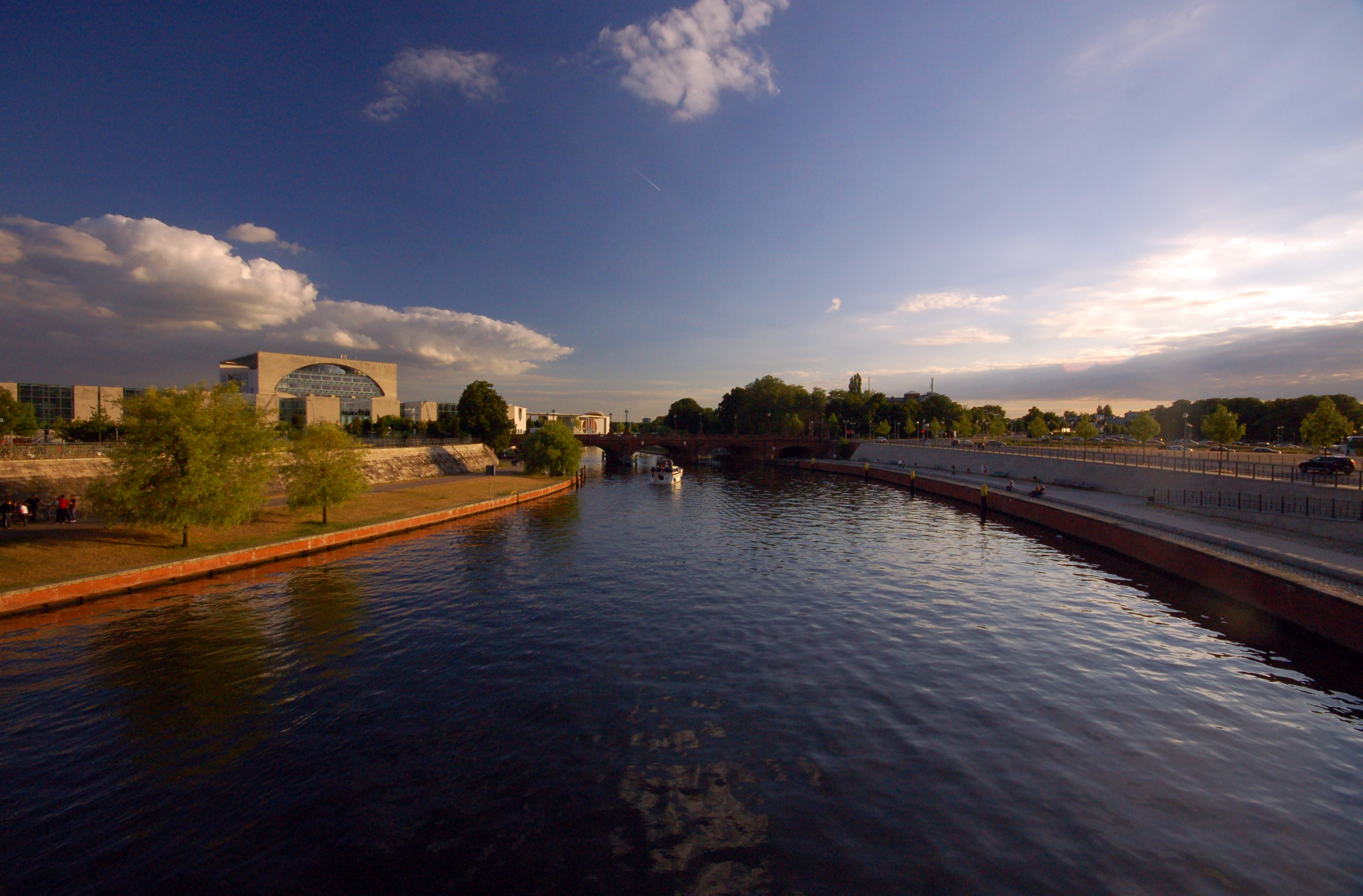
Hauptweg Nr. 1: Spreeweg/Berliner Urstromtal im Spreebogenpark

Der Spreeweg/Berliner Urstromtal ist mit 59 Kilometern der längste grüne Hauptweg. Der Namenszusatz „Berliner Urstromtal“ beschreibt den Verlauf des Spreewegs im Warschau-Berliner Urstromtal, das in der letzten Eiszeit entstand. Es müssen daher kaum Höhen überwunden werden. Von der Rahnsdorfer Ortslage Hessenwinkel im Osten bis Spandau im Westen begleitet er die Spree durch die Stadt. Der Weg führt durch ruhige Wälder am Stadtrand, große Industrieflächen mit angrenzenden Kleingärten, die mittelalterlichen Stadtkerne Köpenick und Spandau und die moderne Großstadt und meist in Ufernähe. Durch eine behutsame Planung des Regierungsviertels war Raum geblieben, um ihn hier durch das Zentrum hindurchzuführen. Die Spree mündet in Spandau in die Havel, doch der Wanderweg führt hier in der Niederung des Spektegrünzugs am Ortsteil Falkenhagener Feld entlang weiter zur Landesgrenze nach Brandenburg im Westen.

### 2 – Spandauer Weg

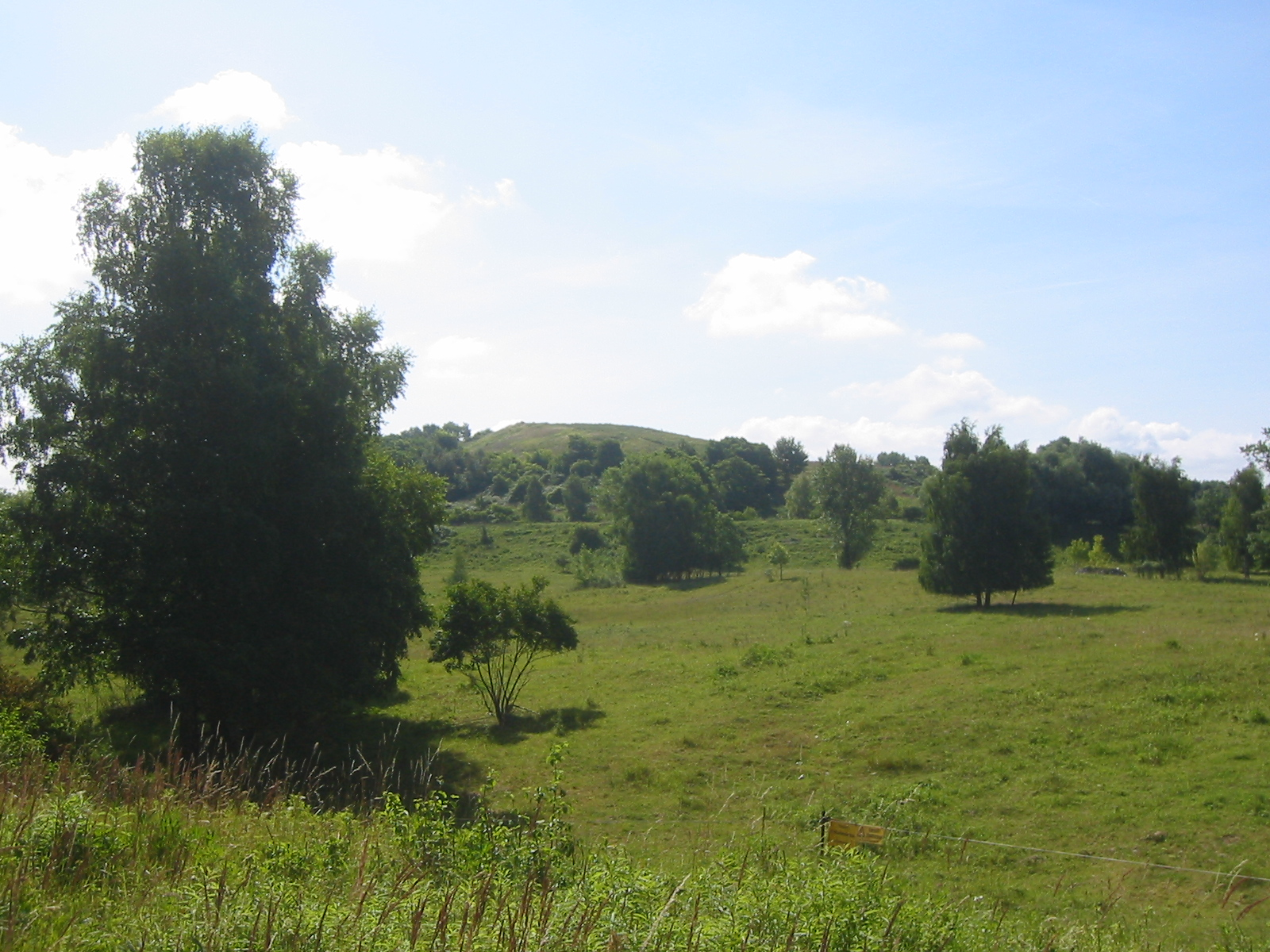
Hauptweg Nr. 2: Spandauer Weg, Blick zum Hahneberg

Der Spandauer Weg führt auf einer Länge von 31 Kilometern innerhalb des Bezirks Spandau durch die grünen Bereiche auf der Berliner Landesfläche westlich der Havel entlang. Im Westen und Norden deckt er sich teilweise mit dem Berliner Mauerweg und wird in Hakenfelde vom Havelseenweg am Westufer der Havel ergänzt. Durch die Stadtgebiete der Wilhelmstadt, Pichelsdorf und Weinmeisterhöhe ist er als Rundweg unterbrochen. Der Hauptweg 2 führt durch das ehemalige Gatower Rieselfeldgebiet und führt südwärts nach Kladow zur Dampferanlegestelle und der Fähre F10. An der Bezirksgrenze wird der Wanderweg vom Mauerweg (allerdings auf Potsdamer Gebiet) am Westufer des Groß-Glienicker Sees aufgenommen.

### 3 – Heiligenseer Weg

Hauptweg Nr. 3: Heiligenseer Weg,
Marie-Elisabeth-Lüders-Steg

Der Heiligenseer Weg mit einer Länge von 25 Kilometern beginnt am Marie-Elisabeth-Lüders-Steg, der Fußgängerbrücke an der Bundestagsverwaltung (Paul-Löbe-Haus), und führt anfangs entlang des Berlin-Spandauer Schifffahrtskanals und später zur nördlichen Stadtgrenze nach Heiligensee. Durch Naturlandschaft und Großstadttrubel hindurch verbindet der Weg die Großstadt Berlin mit den grünen Außengebieten. So an der einzigen echten Uferpromenade, der Greenwichpromenade am Tegeler See durch den Tegeler Forst mit altem Baumbestand. Im Berliner Ortsteil Heiligensee führt er durch Einfamilienhäuser mit zwischenliegenden Feldern und endet am Bahnhof Berlin-Heiligensee.

### 4 – Lübarser Weg
Der Lübarser Weg folgt mit einer Länge von 13 Kilometern auf einem Teil des „Grünen Bandes Berlin“ auf dem ehemaligen Mauerstreifen von der Innenstadt an der Bernauer Straße, wo am Mauerweg weitere Anschlüsse an Grüne Hauptwege bestehen, zum Berliner Barnim in Lübars. Dieser durch die Zeiten bis zur politischen Wende unbetretbare Mauerweg (aus Grenz- und Zollweg) wurde seither unter Landschaftsschutz gestellt und so kreuzen kaum zehn Straßenverbindungen diese von der Natur zurückeroberte Freifläche. Der Wanderer kann zwischen der Bernauer Straße und den Feldern von Lübars im Westen und Blankenfelde im Osten fast ungestört vom Autoverkehr auf den Spuren der Berliner Mauer flanieren.

### 5 – Nord-Süd-Weg

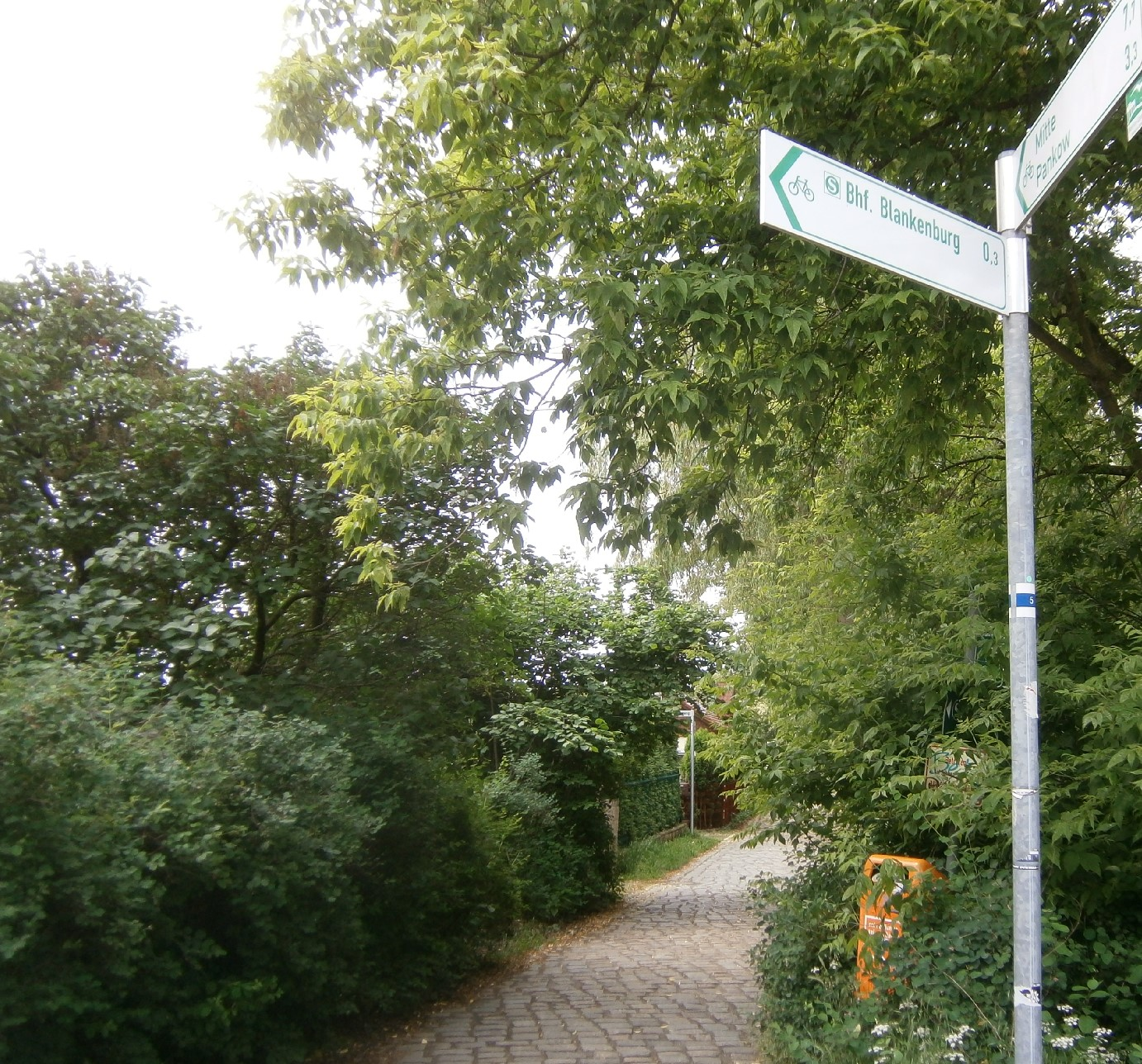
Hauptweg Nr. 5: Nord-Süd-Weg, Markierung an der Pankebrücke der Blankenburger Bahnhofstraße

Der Nord-Süd-Weg führt 40 Kilometer längs durch Berlin, zunächst im Norden entlang der Panke zu deren Mündung in die Spree im Stadtzentrum. Von da geht es weiter nach Süden durch den Park am Gleisdreieck, den Natur-Park Schöneberger Südgelände bis zum Regionalpark Teltow Park. Die südliche Landesgrenze von Berlin wird in Marienfelde erreicht. Begünstigt durch die Eröffnung des Parks am Gleisdreieck führt der Weg zwischen den Bahnhöfen Yorckstraße und Südkreuz durch Grünflächen und Wegeverbindungen, wo der Bezirk Tempelhof-Schöneberg und das historische Zentrum unmittelbar verbunden sind.

### 6 – Lindenberger Korridor
Der Lindenberger Korridor liegt auf 17 Kilometern zwischen den Lichtenberger Wohngebieten und den Feldern des Dorfes Lindenberg nördlich von Berlin. Er verbindet Neubauten an der Rummelsburger Bucht mit Wartenberg nordöstlich an der Stadtgrenze durch den gewerblich genutzten Korridor zwischen den Wohngebieten. Durch Verlagerungen und Stilllegungen wurden einige Randbereiche dieser berlinweit größten Gewerbefläche zu grünen Oasen ausgebaut. Es gibt die Uferpromenade an der Rummelsburger Bucht, den Landschaftspark Herzberge, die Falkenberger Krugwiesen und die Wartenberger Feldmark.

### 7 – Hönower Weg

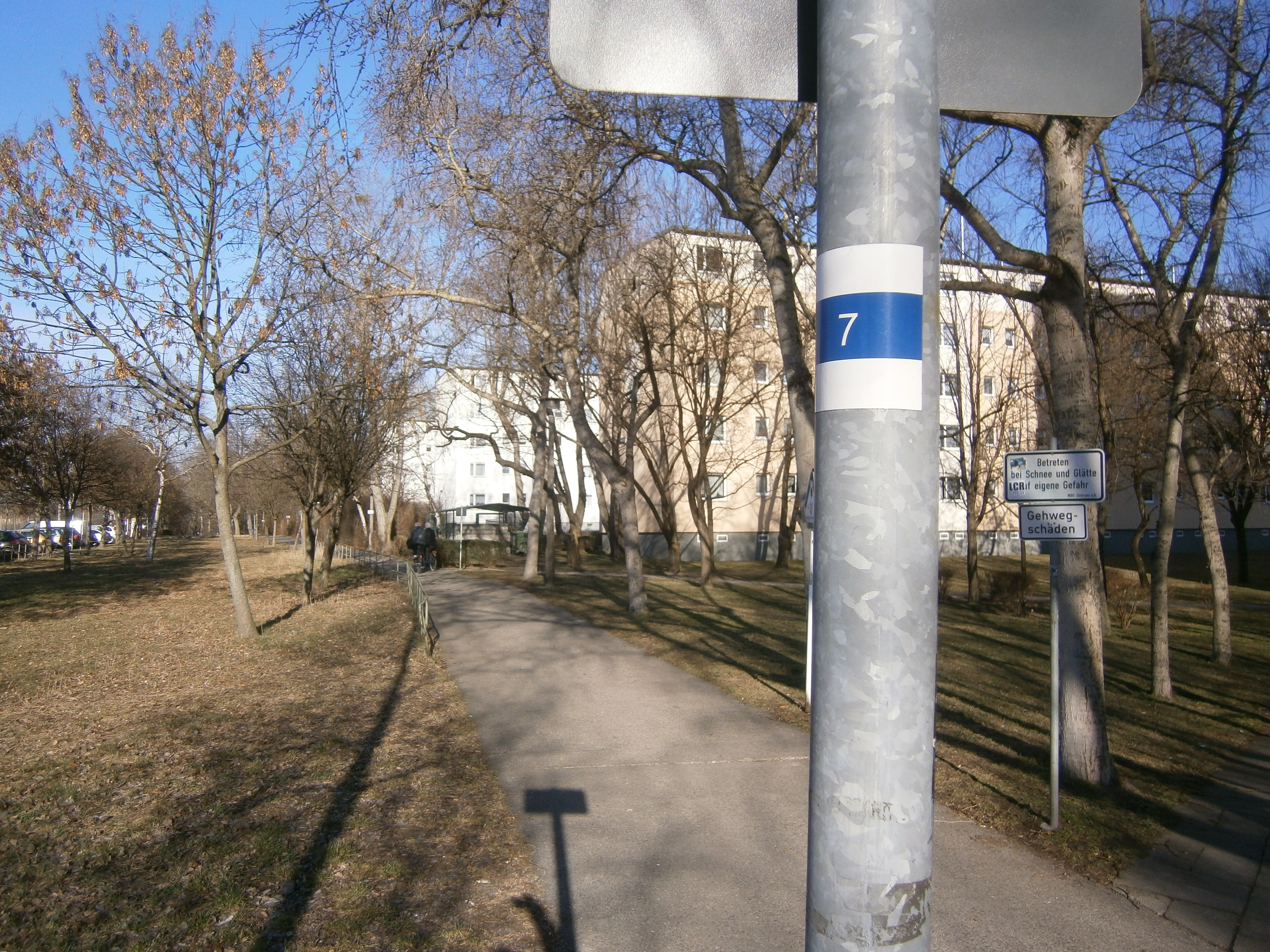
Hauptweg Nr. 7: Hönower Weg entlang der Michelangelostraße

Der Hönower Weg liegt mit einer Länge von 21 Kilometern zwischen dem Märchenbrunnen im Volkspark Friedrichshain und der Stadtgrenze zu Hönow am U-Bahnhof Hönow. Vom Ortsteil Prenzlauer Berg führt der Weg, Lichtenberg berührend, durch Alt-Hohenschönhausen, Marzahn und Hellersdorf.

### 8 – Kaulsdorfer Weg
Der 18 Kilometer lange Kaulsdorfer Weg führt durch grüne Siedlungsflächen in Rummelsburg, Karlshorst, Friedrichsfelde teils mit städtischem Charakter, teils mit Reihen- und Einfamilienhäusern. Entlang des Biesdorfer Baggersees und durch die Ortskerne von Biesdorf und Kaulsdorf und weiter an der Mahlsdorfer Barnimkante (Berliner Balkon), wo der Blick über dieses große geschlossene Siedlungsgebiet, auf die Kaulsdorfer Baggerseen und hin zu den Müggelbergen geht. Der Kaulsdorfer Weg endet an der östlichen Berliner Stadtgrenze in Mahlsdorf Süd.

### 9 – Dahmeweg

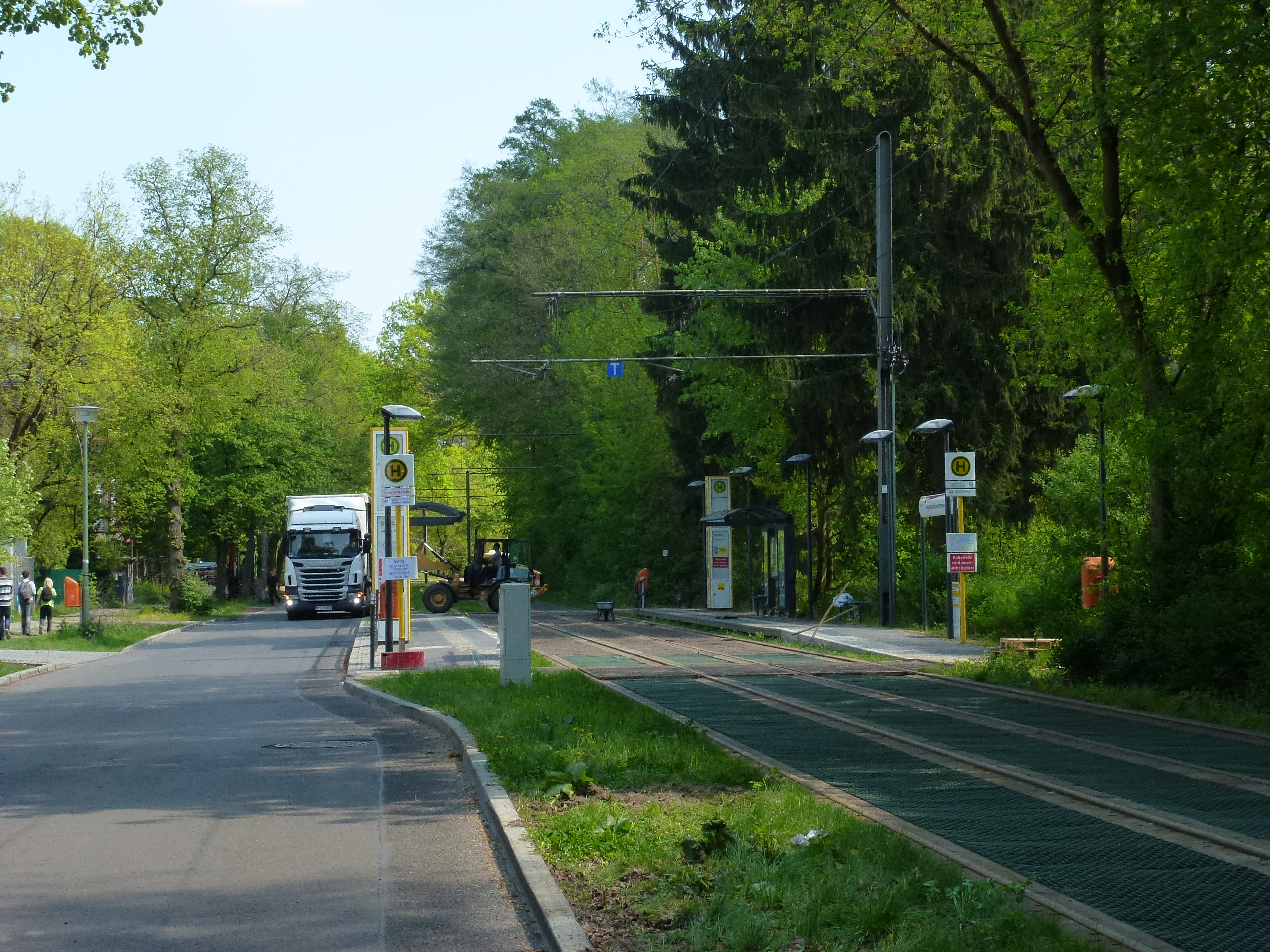
Hauptweg Nr. 9: Dahmeweg, Regattastraße Grünau

Der Dahmeweg erschließt auf 17 Kilometern das Dahmeufer bis zur Mündung in die Spree. Nicht immer kann der Weg dem Ufer folgen, teilweise bestehen seenartige Erweiterungen, wie im Waldabschnitt zwischen Strandbad Grünau und dem Villenort Karolinenhof. Der Weg findet die Uferstraßenbahn, die einsam durch den Wald fährt, jedoch auch Mietshäuser aus der Gründerzeit, Villen, Yachten und historische Wassersport-Vereinshäuser und manchen Stichweg zum Ufer, den historischen Ortskern von Schmöckwitz, Natur bis zur Landesgrenze und darüber hinaus.

### 10 – Britz-Buckower-Weg

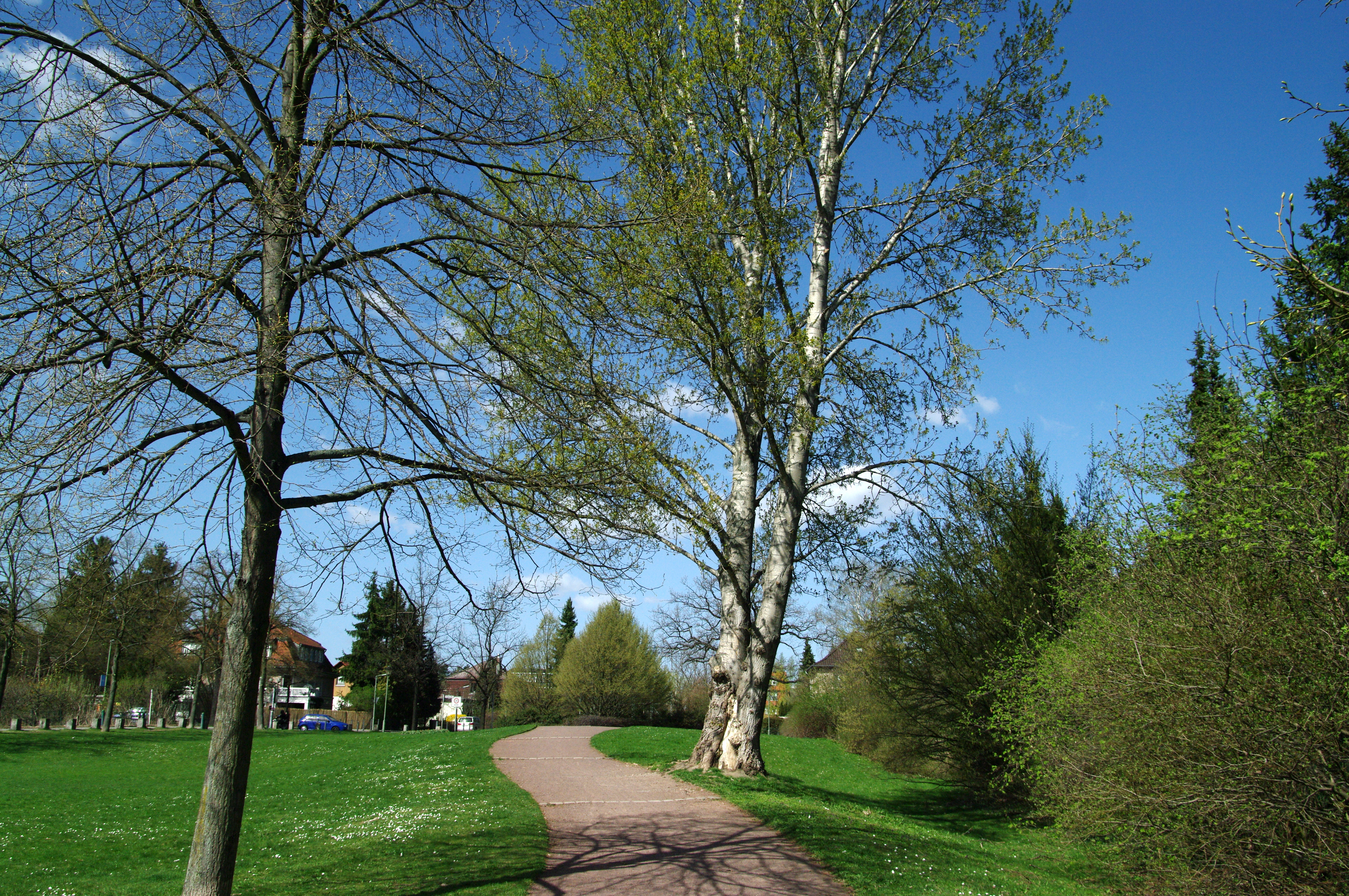
Hauptweg Nr. 10: Britz-Buckower Weg, Am Britzer Garten

Der Britz-Buckower-Weg beginnt am Tempelhofer Feld und bindet am Teltowkanalweg an. Er verläuft insgesamt über elf Kilometer, anfangs entlang der Industriearchitektur nördlich und südlich des Teltowkanals, wie dem Ullsteinhaus am Hafen Tempelhof. Weiter geht der Verlauf über riesige Kleingartenanlagen: Obstbäume, Blumenrabatten und Gemüsebeete bestimmen das Bild. Unterwegs liegt der eintrittspflichtige Park Britzer Garten, aber die Strecke des grünen Hauptweges umrundet den Park und führt durch das grüne Siedlungsgebiet von Buckow und Lichtenrade aus Berlin nach Großziethen.

### 11 – Wannseeweg

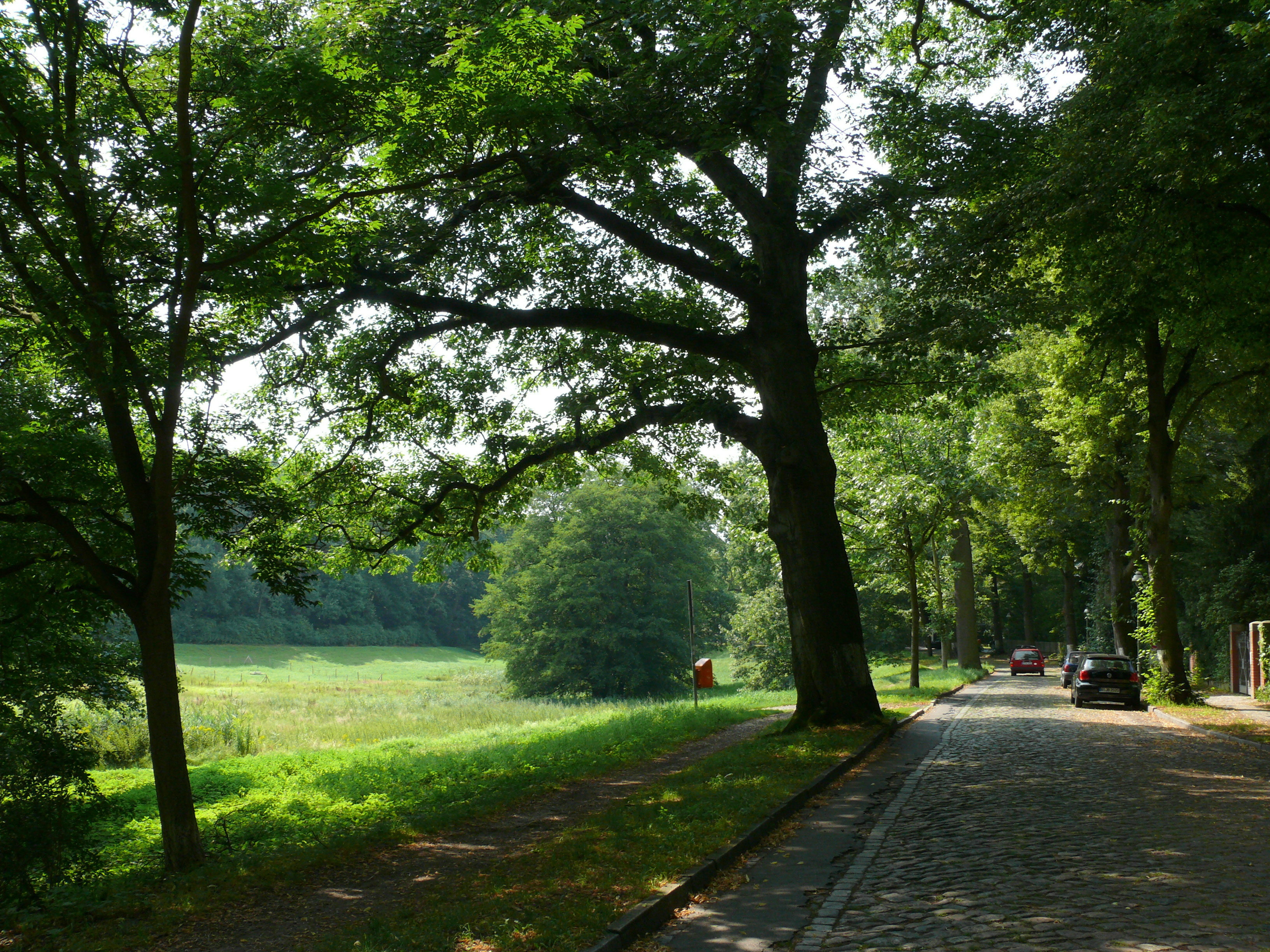
Hauptweg Nr. 11: Wannseeweg, Rehwiese in Nikolassee

Der Wannseeweg liegt als Wanderstrecke im Berliner Südwesten und verbindet auf 30 Kilometern acht Seen der Grunewaldseenkette mit dem Havelufer. Er führt vom Königssee zum Berliner Forst Düppel und der Potsdamer Parklandschaft fast immer auf breiten Sandwegen. Er führt vorbei am Jagdschloss Grunewald, Pfaueninsel, Nikolskoe und den Schlössern rund um die Glienicker Brücke, folgt dem Nordufer des Griebnitzsees und endet an der Böckmannbrücke über den Teltowkanal. An seinem Lauf finden sich Badestellen und Biergärten.

### 12 – Havelseenweg

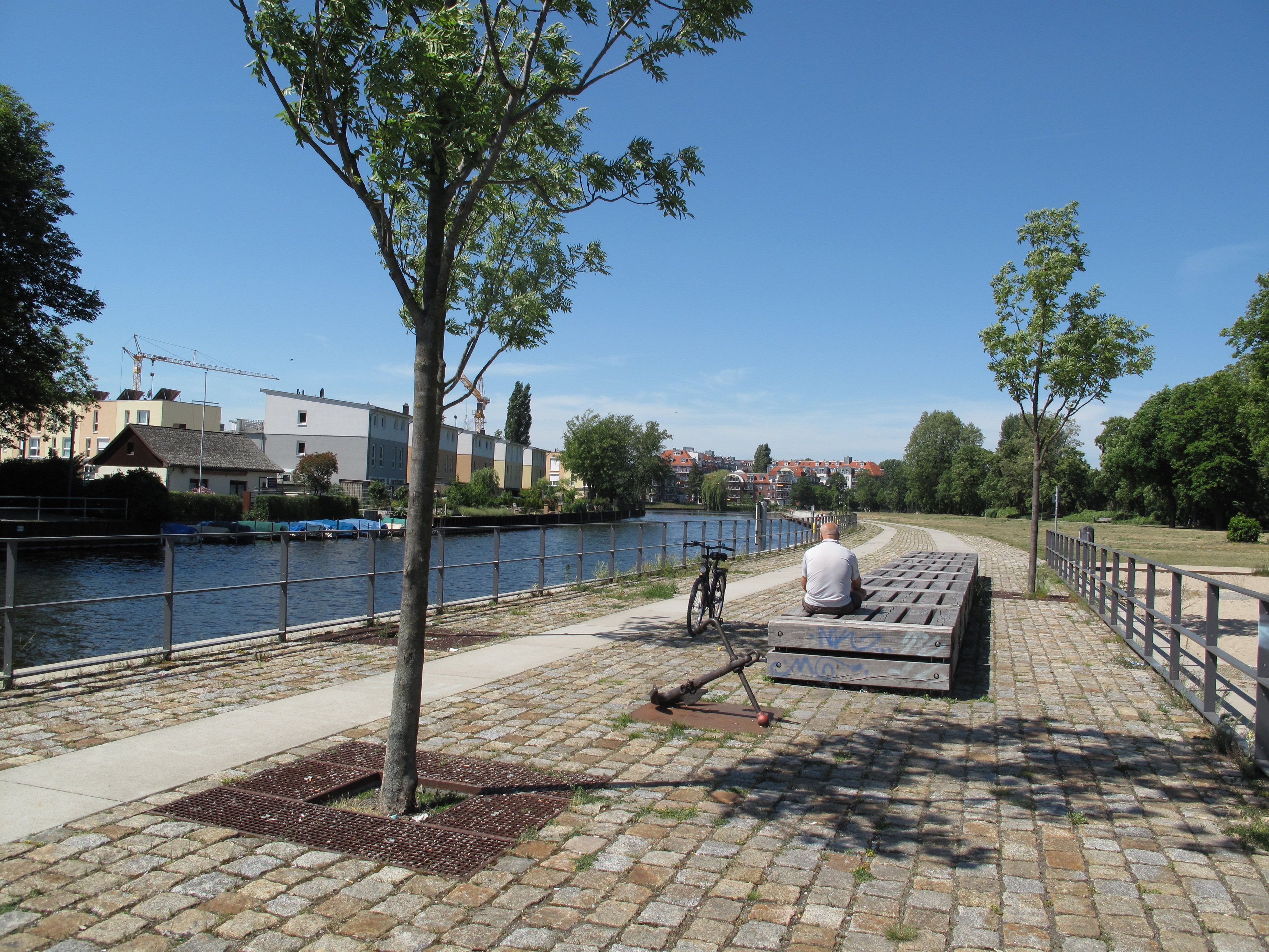
Hauptweg Nr. 12: Havelseenweg am Nordhafen Spandau

Der Havelseenweg führt auf einer Länge von 25 Kilometern an der Havel und ihren Seen entlang und liegt zwischen dem Großen Wannsee im gleichnamigen Ortsteil Wannsee (Bezirk Steglitz-Zehlendorf) im Süden und dem Aalemannufer im Bezirk Spandau, Ortsteil Hakenfelde. Außer der Ufernähe am Havelgewässer stehen die Landschaften, einerseits die Hochfläche des Teltows im Süden und im Norden die Ebene des Warschau-Berliner Urstromtals. Für die Teltower Hangkante verläuft der Weg durch den Grunewald nicht direkt am Havelufer, sondern größtenteils auf dem Havelhöhenweg. Nördlich der sumpfigen Tiefwerder Wiesen sind kaum noch Höhen zu überwinden. Im Ortsteil Spandau wechselt der Weg zudem von der Ostseite der Havel im Süden auf die Westseite der Havel im Norden. An der Westseite des Havelgewässers sind neue Uferwege angelegt worden. Die am Wasser angesiedelte Industrie wurde verlagert und neue Wohngebiete und Grünflächen sind entstanden, insbesondere in Hakenfelde. Im Gegensatz zu anderen grünen Hauptwegen entspricht die tatsächliche Wegführung nahezu dem geplanten Verlauf.

### 13 – Barnimer Dörferweg

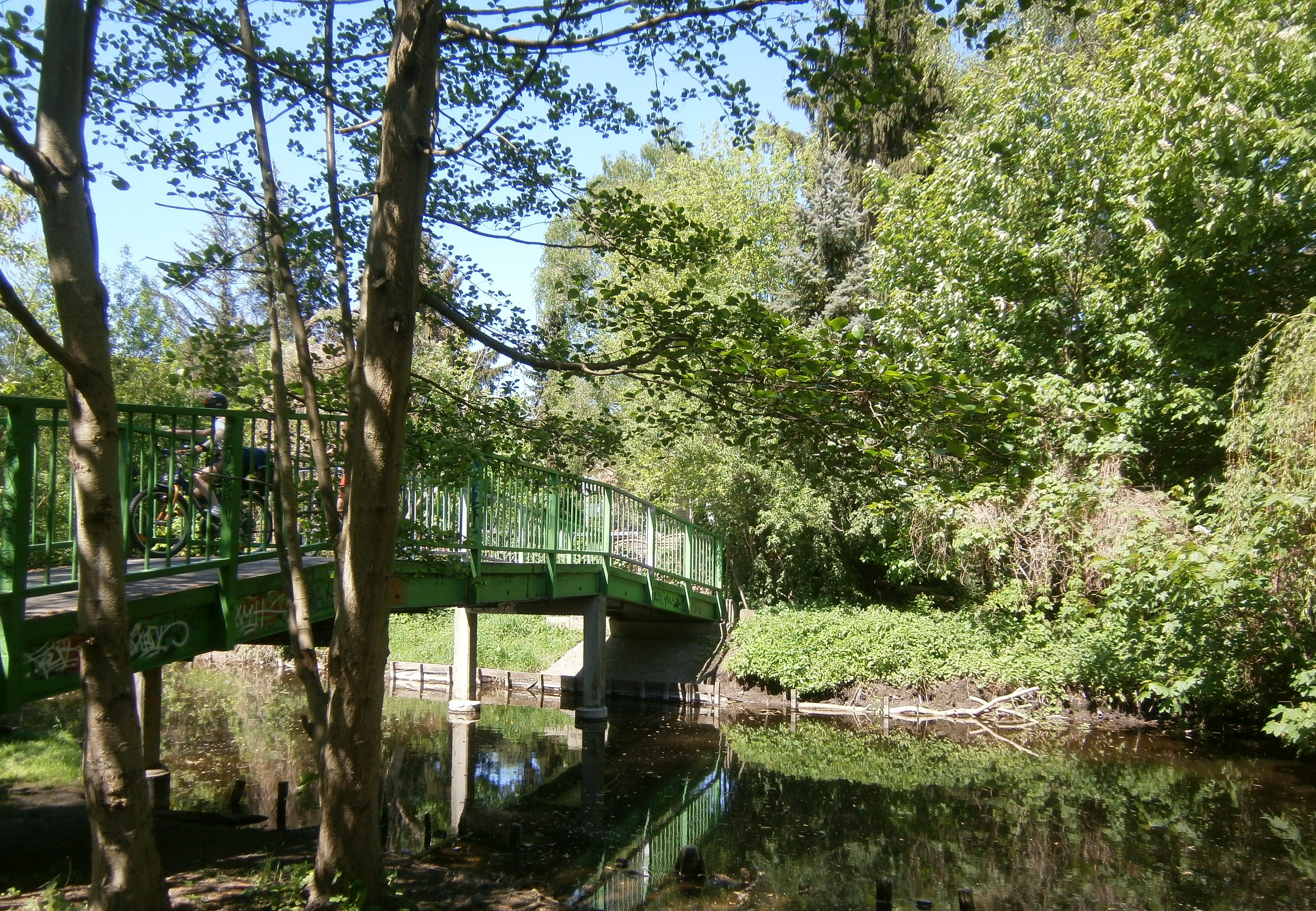
Hauptweg Nr. 13: Barnimer Dörferweg, Brücke über das Tegeler Fließ

Durch diesen Weg werden Ortsteile im Norden Berlins, die vormals zu den Barnimdörfern gehörten, auf 31 Kilometern verbunden. Der Hauptweg verläuft zwischen den historischen Dorfkernen von Tegel, Hermsdorf, Lübars, Blankenfelde, Karow und Ahrensfelde. Ein Teil des Wanderweges führt ergänzend entlang des Tegeler Fließes zum Regionalpark Barnimer Feldmark.

### 14 – Wuhletalweg
Der Wuhletalweg läuft 16 Kilometer an der Wuhle entlang bis zu deren Mündung in die Spree. Die Wuhle war bis in die 1980er Jahre ein als Abwasserkanal benutztes Fließgewässer. Mit dem Ausbau der Groß- und Neubausiedlungen in Marzahn-Hellersdorf wurde sie und ihre weitläufigen Ufergebiete renaturiert. Nun fließt neben dem Weg ein sauberer Bach in dem kleine Fische leben. Das nördliche Wuhletal wurde durch Parkflächen zwischen den Großsiedlungen Marzahn und Hellersdorf ergänzt und gehört zu den Grünanlagen im Nordosten von Berlin. Der Wuhletalweg führt – hinter dem 97 Meter hohen Kienberg – am eintrittspflichtigen Park „Gärten der Welt“ vorbei. Südlich der Bundesstraße B 1/B 5 liegen dagegen weiträumige Einfamilienhausgebiete. Teilweise ist der grüne Hauptweg links oder rechts der Wuhle als „Wuhletal-Wanderweg“ ausgeschildert, manchmal auf beiden Seiten.
Der Wuhletalweg bietet entlang seines Laufs die folgenden Anschlüsse an den ÖPNV: vom S-Bahnhof Ahrensfelde, vorbei am S+U-Bahnhof Wuhletal zum S-Bahnhof Köpenick.

### 15 – Teltower Dörferweg
Der Teltower Dörferweg führt auf einer Strecke von 45 Kilometern auf der Teltower Hochfläche von Dorf zu Dorf. Um 1900 wäre er zwischen der Grunewaldseenkette und der Köpenicker Spree über ländliche Regionen aus Feldern, Wiesen und kleinen Dörfern verlaufen. Heute ist die südliche Berliner Landesfläche bebaut und die historische Dorfstrukturen sind verdeckt, wie dies mit den von 1962 bis 1975 bebauten großen Ackerflächen um Gropiusstadt sichtbar wird. Der Teltower Dörferweg erschließt zwischen West und Ost die Wohngebiete von Zehlendorf, Lichterfelde, Marienfelde, Lichtenrade, Buckow, Rudow und Adlershof. Einen weiten Überblick bietet von Ost nach West die Aussichtsplattform der Rudower Höhe im Landschaftspark Rudow-Altglienicke. Neueren Datums und im Entstehen begriffen ist der Landschaftspark nördlich von Adlershof, der noch unberührte Wiesen des ehemaligen Flugfeldes Johannisthal erschließen wird.

### 16 – Humboldt-Spur

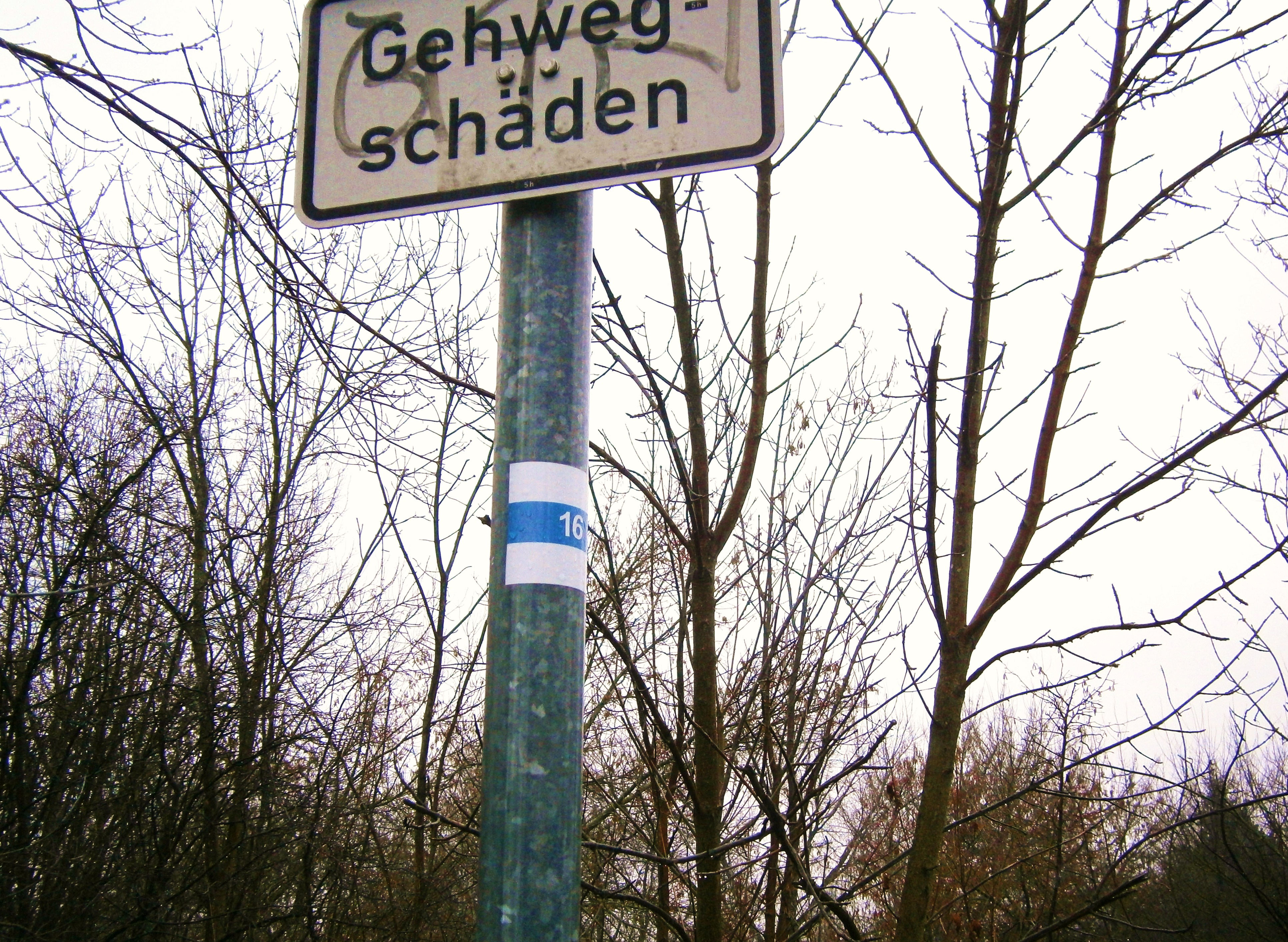
Markierung von Hauptweg 16 Humboldt-Spur am Rosenthaler Brückenkopf der Friedenswegbrücke über den Nordgraben

Die Humboldt-Spur ist ein Wander- und Erholungsweg von 34 Kilometern durch den Barnim von Tegelort zum Schloss Tegel, dem Wohnsitz von Alexander und Wilhelm von Humboldt, und weiter am Nordgraben entlang zur Wuhle. Der Nordgraben wurde um 1930 als Wasserentlastungsgraben nach Westen von der Panke ab angelegt. Östlich der Panke begleitet die Humboldt-Spur auf zum Teil gut ausgebauten Wanderwegen den Fließ-, Hecht- und Seegraben und verbindet die Wartenberger und Falkenberger Feldmark mit der Parklandschaft des Wuhletals. Zwischen der Panke und der Wuhle verläuft der Weg meist abseits von bebauten Gebieten und durch die grünen Flächen des Berliner Barnims im Nordosten der Großstadt. Der gewünschte Verlauf besitzt einige Umgehungen.

### 17 – Teltowkanalweg

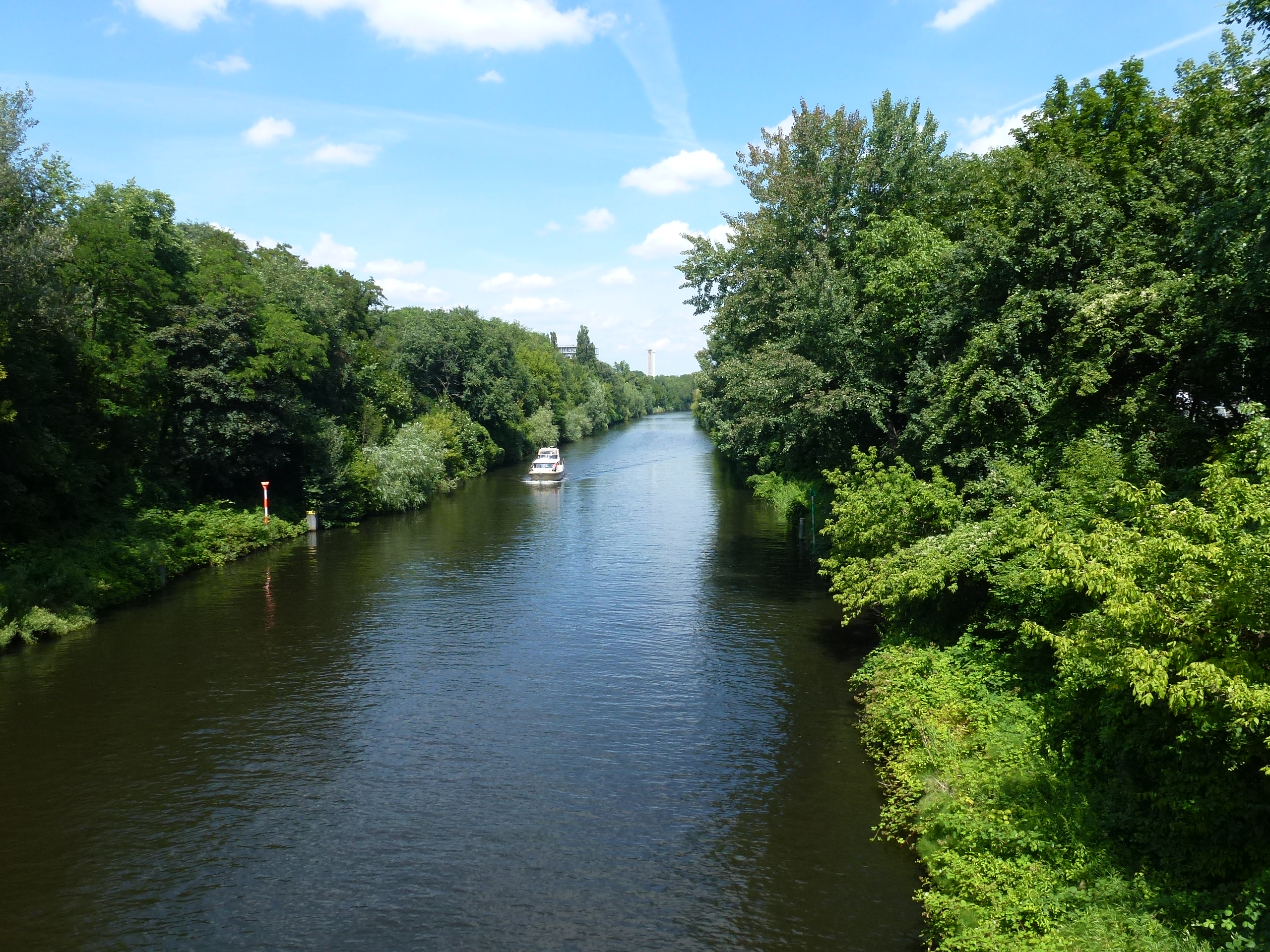
Hauptweg Nr. 17: Teltowkanalweg, Paul-Schwarz-Promenade in Lichterfelde

Der Teltowkanalweg liegt auf 38 Kilometern zum überwiegenden Teil am Ufer des Teltowkanals zwischen Griebnitzsee und Dahme. Einige Gewerbegebiete in Tempelhof und wenige Objekte am Kanal müssen umgangen werden. Die Eigenart dieses grünen Hauptwegs ist einerseits die Nähe zum Wasser, andererseits die Nähe zur Berliner Industrietechnik. Der schiffbare Kanal wurde zwischen 1900 (erster Spatenstich) und 1906 (Betriebsaufnahme) durch hydrologisch geeignetes Gelände gelegt und Fließgewässer, wie Lanke und Bäke, wurden einbezogen. Der Teltowkanalweg nutzt oft das Gleisbett der vormaligen Treidelbahn mit der die Kähne per Seil gezogen wurden. Nach seiner Fließrichtung ist der Kanal von Ost (Berlin-Grünau) nach West (Griebnitzsee) gerichtet und wird so beschrieben. Natürlich kann der Weg von der Havelwasserstraße nach Osten begangen werden, so wird der grüne Teil zunächst erreicht. Dem Brandenburger Teil (Kanalauenweg) folgt der Weg allerdings nicht, hier weicht er auf den Königsweg entlang der Berliner Grenze aus.

### 18 – Innerer Parkring

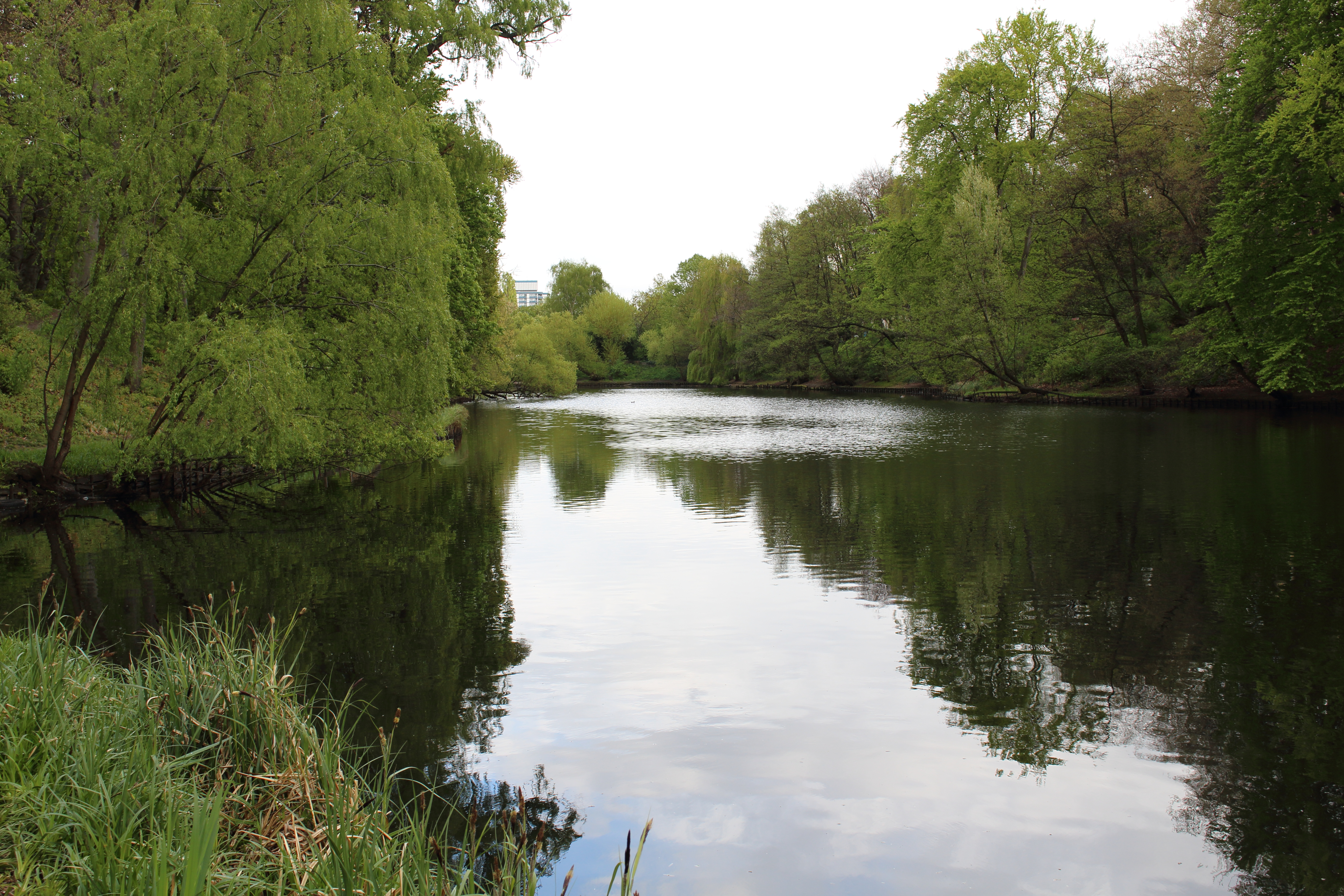
Hauptweg Nr. 18: Innerer Parkring, Fennsee im Volkspark Wilmersdorf

Der 50 Kilometer lange Innere Parkring umschließt die Berliner Innenstadt und verbindet große und kleine Parkanlagen mit grünen Nischen in der Stadt, so die große Freifläche des ehemaligen Flughafens Tempelhof. Der ausgedehnte Volkspark Wilmersdorf wurde Anfang des 20. Jahrhunderts in einer eiszeitlichen Rinne angelegt. Der Volkspark Jungfernheide im Nordwesten ist der zweitgrößte Park von Berlin und wurde in den 1920er Jahren auf 146 Hektar Waldgebiet angelegt, das von der Innenstadt bis Spandau reichte. Die Streckenführung geht durch die urbanen Ortsteile Wedding, Gesundbrunnen und Prenzlauer Berg. Im östlichen Verlauf in Friedrichshain und dem Kreuzberger Wrangelkiez befinden sich Cafés und Restaurants am Weg. An den Ufern des Landwehrkanals und des Neuköllner Schifffahrtskanals schließt sich der Kreis.

### 19 – Tiergartenring

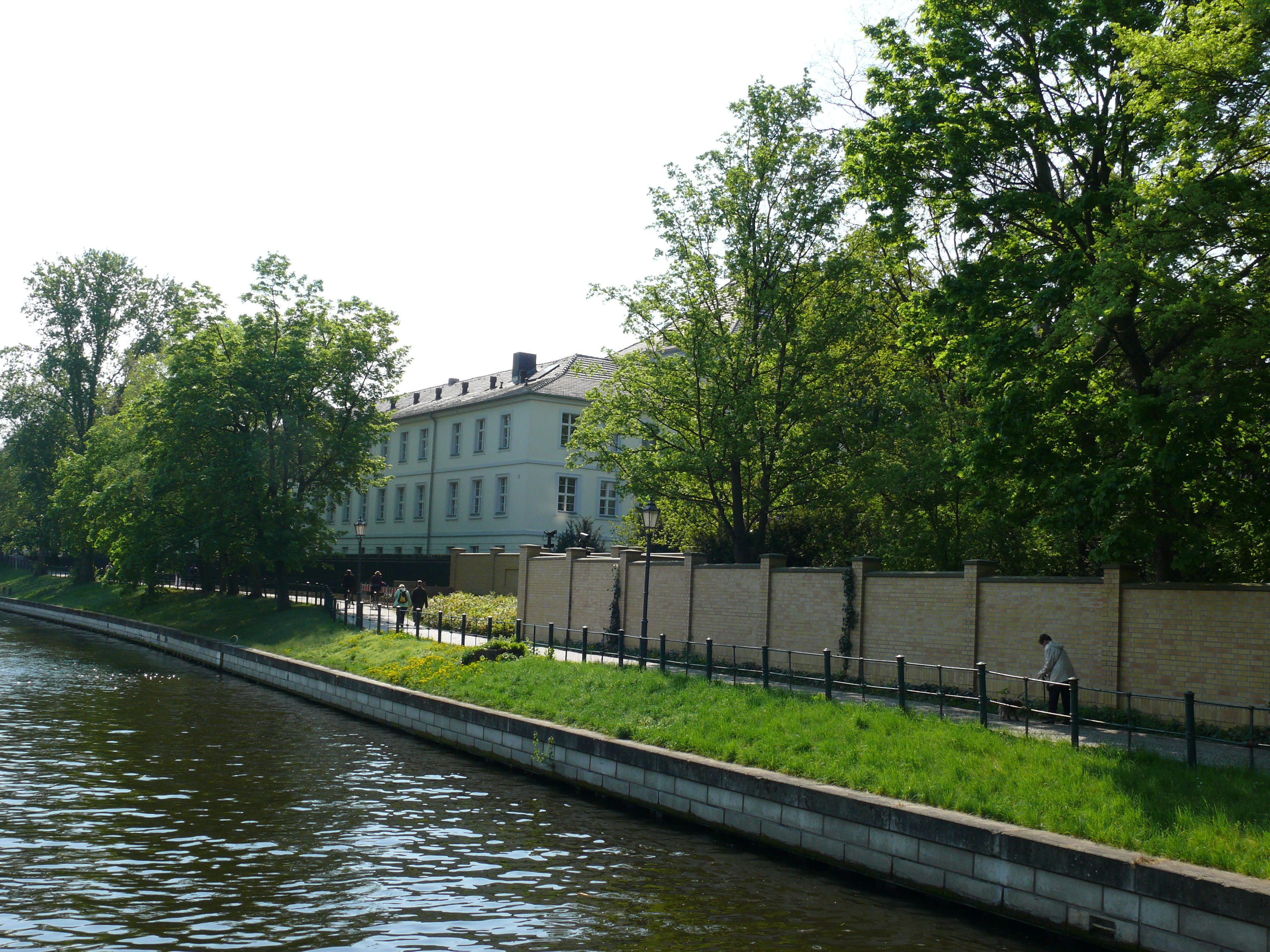
Hauptweg Nr. 19: Tiergartenring, Bellevueufer am Schloss Bellevue

Mit etwa 24 Kilometer Länge umrundet der Tiergartenring den Großen Tiergarten, den größten Berliner Park, und das historische Zentrum von Berlin in einem engeren Lauf als der Innere Parkring. Der Tiergartenring findet Zugang zu großen und kleinen Parkanlagen sowie grün gestalteten Stadtplätzen, wie Volkspark Friedrichshain, Kollwitzplatz und dem langgestreckten Grünzug im Kanalbett des ehemaligen Luisenstädtischen Kanals. Die Spree, der Landwehrkanal und der Berlin-Spandauer Schifffahrtskanal ergänzen mit Wasserzugang das Angebot am Weg. Es sind das Schloss Bellevue (Amtssitz des Bundespräsidenten), das Haus der Kulturen der Welt, das Bundeskanzleramt, die Gedenkstätte Berliner Mauer und die im neoklassizistischen Zuckerbäckerstil (der Stalinzeit) errichteten Häuser des Strausberger Platzes am Wegeslauf.

### 20 – Bullengrabenweg

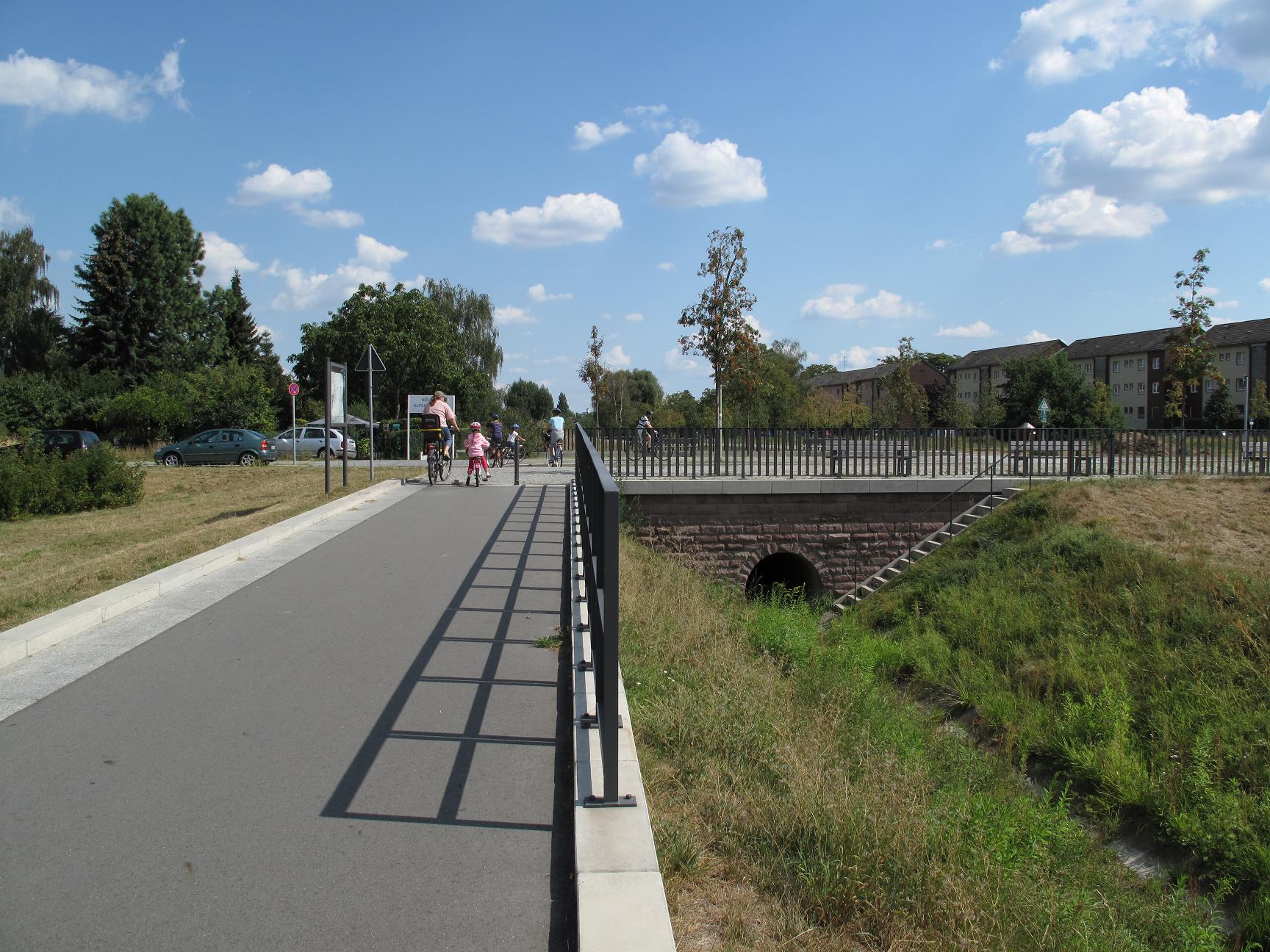
Hauptweg Nr. 20: Bullengrabenweg

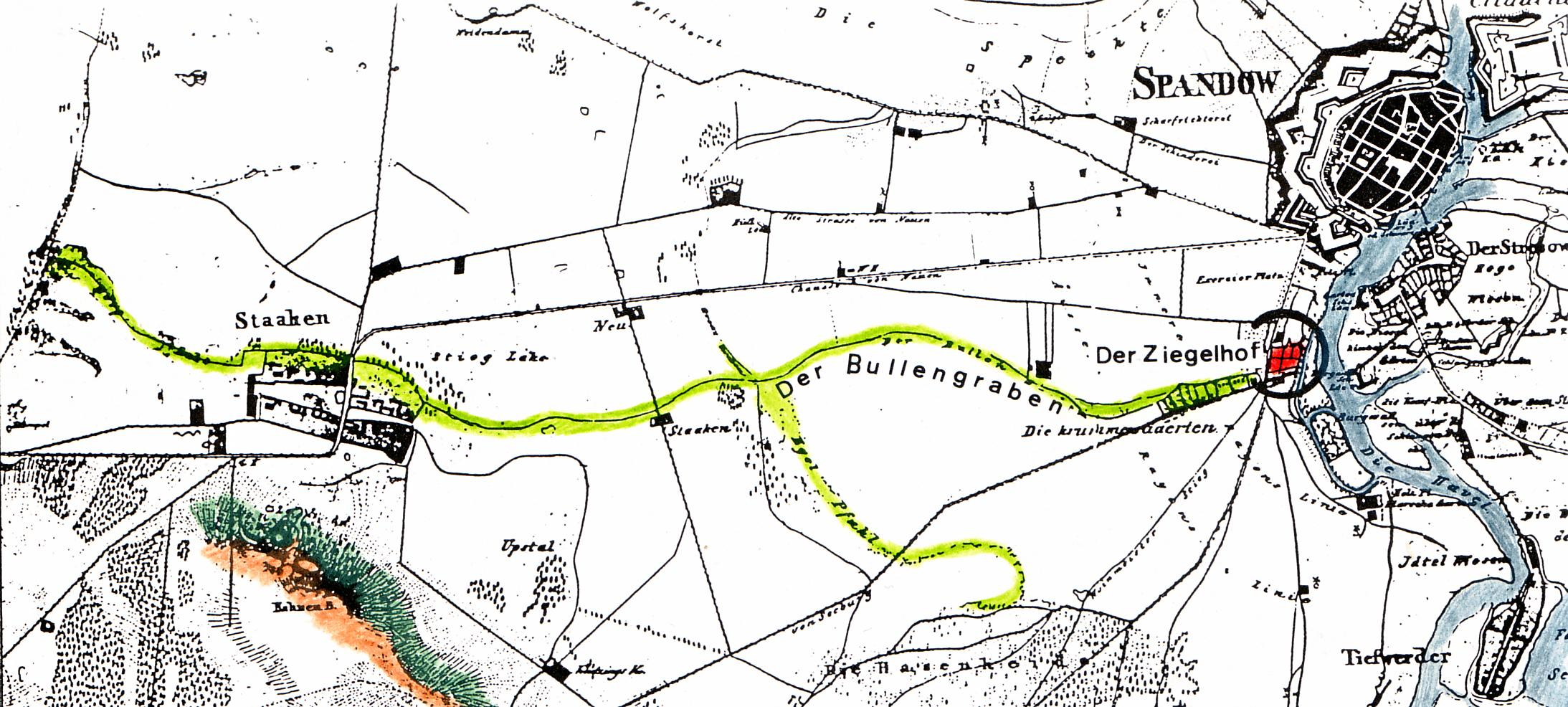
Der Bullengraben um 1836

Mit sieben Kilometern ist der Bullengrabenweg der kürzeste grüne Hauptweg. Er führt über den Grünzug am Bullengraben entlang von der Berliner Landesgrenze nahe Seeburg zum rechten Havelufer südlich der Spandauer Altstadt. Der Bullengraben liegt ausschließlich im Bezirk Spandau und wurde als Grünzug erst vor wenigen Jahren reaktiviert und aus dem Untergrund und der Verrohrung befreit. Angrenzende Brachflächen wurden vollständig renaturiert und zum Landschaftspark umgestaltet. Es führt ein neues, meist asphaltiertes Wegenetz für Spaziergänger, Radfahrer und Skater durch den Bezirk Spandau.
Anschlüsse an das ÖPNV-(Schnellbahn-)Netz besitzt der Weg havelnah im Osten durch den S+U-Bahnhof Spandau und den Regionalbahnhof Staaken.